# Manchester United F.C. mùa giải 2021–22
Mùa giải 2021–22 là mùa giải thứ 30 của Manchester United tại Premier League và là mùa thứ 47 liên tiếp thi đấu ở giải đấu cao nhất của bóng đá Anh. Ngoài ra, câu lạc bộ còn tham gia thi đấu tại Cúp EFL, UEFA Champions League, và Cúp FA. Đây là mùa giải đầu tiên của câu lạc bộ kể từ 2013–14 mà Chevrolet không phải là nhà tài trợ chính; thay vào đó đội bóng đá ký hợp đồng tài trợ với công ty phần mềm TeamViewer.
Vào tháng 8 năm 2021, Cristiano Ronaldo trở lại câu lạc bộ từ Juventus sau 12 năm xa cách.
Vào ngày 21 tháng 11 năm 2021, huấn luyện viên Ole Gunnar Solskjær bị sa thải và được thay thế bởi huấn luyện viên đội một Michael Carrick. Tám ngày sau, Ralf Rangnick được bổ nhiệm làm huấn luyện viên tạm quyền cho đến cuối mùa giải, chính thức vào ngày 3 tháng 12. Erik ten Hag trở thành người kế nhiệm lâu dài thay cho Solskjær vào ngày 21 tháng 4 năm 2022, để tiếp quản vị trí huấn luyện viên trưởng từ cuối mùa giải này.
Đây là mùa giải không danh hiệu thứ năm liên tiếp của United, đây là chuỗi mùa giải dài nhất của họ kể từ chuỗi sáu mùa giải từ 1968–69 đến 1973–74.

## Giao hữu
Do ảnh hưởng của đại dịch COVID-19, Manchester United không có chuyến du đấu nước ngoài nào trước mùa giải 2021–22. Thay vào đó đội bóng sẽ thi đấu các trận giao hữu ở Anh, khởi đầu chiến dịch bằng trận đấu trên sân khác với Derby County vào ngày 18 tháng 7 năm 2021. Tahith Chong, cầu thử gia nhập Birmingham City dưới dạng cho mượn đã ghi bàn thắng đầu tiên ở phút thứ 18. Anh đã rời sân ở hiệp một và vào sân thay người là Facundo Pellistri, người đã ghi thêm một bàn thắng cho đội bóng. Colin Kazim-Richards đã ghi bàn gỡ hòa cho Derby, nhưng kết quả chung cuộc United thắng 2–1. Trận đấu tiếp theo Quỷ đỏ gặp Queens Park Rangers vào ngày 24 tháng 7. Jesse Lingard mở tỷ số ở ngay phút thứ 3, nhưng chỉ 4 phút sau Charlie Austin đã đưa tỷ số về vạch xuất phát. QPR sau đó đã ghi liên tiếp 3 bàn giúp họ dẫn trước với tỷ số 4–1. Anthony Elanga đã ghi một bàn cho Quỷ đỏ ở phút thứ 73, nhưng không thể giúp đội bóng tránh khỏi thất bại.
Vào ngày 28 tháng 7, United trở lại Old Trafford gặp Brentford. Elanga mở tỷ số ở phút thứ 12, nhưng Shandon Baptiste đã gỡ hòa chỉ 8 phút sau đó. Andreas Pereira sau đó đưa United vượt lên dẫn trước với một cú vô lê từ cự ly 25 mét; Tuy nhiên, Bryan Mbeumo đã gỡ hòa cho Brentford, khi trận đấu chỉ còn 12 phút, đội khách ra về với tỷ số hòa. Quỷ đỏ dự kiến chơi một trận sân khách với Preston North End vào ngày 31 tháng 7, nhưng trận đấu sau đó đã bị hủy do một số xét nghiệm nghi ngờ dương tính với COVID-19 của đội bóng Manchester United. Trận đấu cuối cùng đội bóng chơi trên sân nhà gặp Everton vào 7 tháng 8; United đã dẫn trước 3–0 trong hiệp một nhờ công của Mason Greenwood, Harry Maguire và Bruno Fernandes, trước khi Diogo Dalot ghi bàn thắng cuối cùng ở hiệp hai.
| Ngày            | Đối thủ             | H / A | Kết quả F–A | Ghi bàn                                               | Khán giả |
| --------------- | ------------------- | ----- | ----------- | ----------------------------------------------------- | -------- |
| 18 tháng 7 2021 | Derby County        | A     | 2–1         | Chong 18', Pellistri 60'                              |          |
| 24 tháng 7 2021 | Queens Park Rangers | A     | 2–4         | Lingard 3', Elanga 73'                                |          |
| 28 tháng 7 2021 | Brentford           | H     | 2–2         | Elanga 12', Pereira 50'                               | 30,000   |
| 31 tháng 7 2021 | Preston North End   | A     | Huỷ bỏ      | Huỷ bỏ                                                | Huỷ bỏ   |
| 7 tháng 8 2021  | Everton             | H     | 4–0         | Greenwood 8', Maguire 15', Fernandes 29', Dalot 90+2' | 55,000   |

## Premier League

### Trận đấu
Lịch thi đấu Premier League 2021-22 được công bố vào ngày 16 tháng 6 2021.
| Ngày                 | Đối đầu                 | H / A | Kết quả F–A | Ghi bàn                                              | Khán giả | Xếp hạng |
| -------------------- | ----------------------- | ----- | ----------- | ---------------------------------------------------- | -------- | -------- |
| 14 tháng 8 năm 2021  | Leeds United            | H     | 5–1         | Fernandes (3) 30', 54', 60', Greenwood 52', Fred 68' | 72,732   | 1        |
| 22 tháng 8 năm 2021  | Southampton             | A     | 1–1         | Greenwood 55'                                        | 29,485   | 5        |
| 29 tháng 8 năm 2021  | Wolverhampton Wanderers | A     | 1–0         | Greenwood 80'                                        | 30,621   | 3        |
| 11 tháng 9 năm 2021  | Newcastle United        | H     | 4–1         | Ronaldo (2) 45+2', 62', Fernandes 80', Lingard 90+2' | 72,737   | 1        |
| 19 tháng 9 năm 2021  | West Ham United         | A     | 2-1         | Ronaldo 35', Lingard 89'                             | 59,958   | 3        |
| 25 tháng 9 năm 2021  | Aston Villa             | H     | 0-1         |                                                      | 72,992   | 4        |
| 2 tháng 10 năm 2021  | Everton                 | H     | 1-1         | Martial 43'                                          | 73,128   | 4        |
| 16 tháng 10 năm 2021 | Leicester City          | A     | 2-4         | Greenwood 19', Rashford 82'                          | 32,219   | 5        |
| 24 tháng 10 năm 2021 | Liverpool               | H     | 0-5         |                                                      | 73,088   | 7        |
| 30 tháng 10 năm 2021 | Tottenham Hotspur       | A     | 3-0         | Ronaldo 39', Cavani 64', Rashford 86'                | 60,356   | 5        |
| 6 tháng 11 năm 2021  | Manchester City         | H     | 0-2         |                                                      | 73,068   | 5        |
| 20 tháng 11 năm 2021 | Watford                 | A     | 1-4         | Van de Beek 50'                                      | 21,087   | 7        |
| 27 tháng 11 năm 2021 | Chelsea                 | A     | 1-1         | Sancho 50'                                           | 40,042   | 8        |
| 3 tháng 12 năm 2021  | Arsenal                 | H     | 3-2         | Fernandes 44', Ronaldo (2) 52', 70' (P)              | 73,123   | 7        |
| 4 tháng 12 năm 2021  | Crystal Palace          | H     | 1-0         | Fred 77'                                             | 73,172   | 6        |
| 11 tháng 12 năm 2021 | Norwich City            | A     | 1-0         | Ronaldo 75' (P)                                      | 27,606   | 7        |
| 26 tháng 12 năm 2021 | Newcastle United        | A     | 1–1         | Cavani 71'                                           | 52,178   | 7        |
| 28 tháng 12 năm 2021 | Burnley                 | H     | 3–1         | McTominay 8', Mee 27' (o.g), Ronaldo 35'             | 73,121   | 7        |
| 1 tháng 1 năm 2022   | Wolverhampton Wanderers | H     | 0–1         |                                                      | 73,045   | 7        |
| 15 tháng 1 năm 2022  | Aston Villa             | A     | 2–2         | Fernandes (2) 6',27'                                 | 41,968   | 7        |
| 19 tháng 1 năm 2022  | Brendtford              |       | 3–1         | Elanga 55', Greenwood 62', Rashford 77'              | 17,094   | 7        |
| 22 tháng 1 năm 2022  | West Ham United         | H     | 1–0         | Rashford 90+3'                                       | 73,130   | 4        |
| 8 tháng 2 năm 2022   | Burnley                 | A     | 1–1         | Pogba 18'                                            | 21,233   | 6        |
| 12 tháng 2 năm 2022  | Southampton             | H     | 1–1         | Sancho 21'                                           | 73,084   | 5        |
| 16 tháng 2 năm 2022  | Brighton & Hove Albion  | H     | 2–0         | Ronaldo 51', Fernandes 90+7                          |          | 4        |
| 20 tháng 2 năm 2022  | Leeds United            | A     | 4–2         | Maguire 34', Fernandes 45+5', Fred 70', Elanga 88'   | 36,715   | Hạng 4   |
| 26 tháng 2 năm 2022  | Watford                 | H     | 0–0         |                                                      | 73,152   | Hạng 4   |
| 6 tháng 3 năm 2022   | Manchester City         | A     | 1–4         | Sancho 22'                                           | 53,165   | Hạng 5   |
| 12 tháng 3 năm 2022  | Tottenham Hotspur       | H     | 3–2         | Ronaldo (3) 12', 38', 81'                            | 73,458   | Hạng 5   |
| 2 tháng 4 năm 2022   | Leicester City          | H     | 1–1         | Fred 66'                                             | 73,444   | Hạng 7   |
| 9 tháng 4 năm 2022   | Everton                 | A     | 0–1         |                                                      | 39,080   | Hạng 7   |
| 16 tháng 4 năm 2022  | Norwich City            | H     | 3–2         | Ronaldo (3) 7', 32', 76'                             | 73,381   | Hạng 5   |
| 19 tháng 4 năm 2022  | Liverpool               | A     | 0–4         |                                                      | 52,686   | Hạng 6   |
| 23 tháng 4 năm 2022  | Arsenal                 | A     | 1–3         | Ronaldo 34'                                          | 60,223   | Hạng 6   |
| 28 tháng 4 năm 2022  | Chelsea                 | H     | 1–1         | Ronaldo 62'                                          | 73,564   | Hạng 6   |
| 2 tháng 5 năm 2022   | Brentford               | H     | 3–0         | Fernandes 9', Ronaldo 61' (pen.), Varane 72'         | 73,482   | Hạng 6   |
| 7 tháng 5 năm 2022   | Brighton & Hove Albion  | A     | 0–4         |                                                      | 31,637   | Hạng 6   |
| 22 tháng 5 năm 2022  | Crystal Palace          | A     | 0–1         |                                                      | 25,434   | Hạng 6   |

### Bảng xếp hạng
| VT | Đội               | ST | T  | H  | B  | BT | BB | HS  | Đ  | Giành quyền tham dự hoặc xuống hạng            |
| -- | ----------------- | -- | -- | -- | -- | -- | -- | --- | -- | ---------------------------------------------- |
| 4  | Tottenham Hotspur | 38 | 22 | 5  | 11 | 69 | 40 | +29 | 71 | Lọt vào vòng bảng Champions League             |
| 5  | Arsenal           | 38 | 22 | 3  | 13 | 61 | 48 | +13 | 69 | Lọt vào vòng bảng Europa League                |
| 6  | Manchester United | 38 | 16 | 10 | 12 | 57 | 57 | 0   | 58 | Lọt vào vòng bảng Europa League                |
| 7  | West Ham United   | 38 | 16 | 8  | 14 | 60 | 51 | +9  | 56 | Lọt vào vòng play-off Europa Conference League |
| 8  | Leicester City    | 38 | 14 | 10 | 14 | 61 | 59 | +2  | 52 |                                                |

1. ↑  The Premier League match away to Liverpool, originally scheduled for 20 March 2022, was postponed due to Liverpool's involvement in the FA Cup quarter-finals.[10]
2. ↑  The Premier League match at home to Chelsea, originally scheduled for 15 May 2022, was brought forward due to Chelsea's involvement in the FA Cup final.[11]
3. ↑  Vì đội vô địch của Cúp FA 2021-22 và Cúp EFL 2021-22, Liverpool, lọt vào đấu trường châu Âu dựa trên vị trí ở giải vô địch quốc gia, nên suất dự dành cho đội vô địch Cúp FA (vòng bảng Europa League) được chuyển qua cho đội đứng thứ sáu và suất dự dành cho đội vô địch Cúp Liên đoàn (vòng play-off Europa Conference League) được chuyển qua cho đội đứng thứ bảy.

## Cúp FA
Với tư cách là đội bóng của Premier League, Quỷ đỏ sẽ bước vào Cúp FA 2021–22 trong khuôn khổ Vòng 3. Lễ bốc thăm diễn ra vào ngày 6 tháng 12, United gặp Aston Villa. Scott McTominay ghi bàn duy nhất trong chiến thắng 1–0 cho United. United đã bị Middlesbrough một đại diện đến từ Championship loại ngay ở vòng 4. Cả hai đội hoà nhau với tỷ số 1-1 trong thời gian thi đấu chính thức và cả hiệp phụ nhưng Middlesbrough thắng 8-7 ở loạt sút luân lưu, Anthony Elanga sút hỏng lượt thứ 8.
| Ngày                | Đối thủ       | H / A | Kết quả F–A          | Tỷ số        | Số khán giả |
| ------------------- | ------------- | ----- | -------------------- | ------------ | ----------- |
| 10 tháng 1 năm 2022 | Aston Villa   | H     | 1–0                  | McTominay 8' | 72,911      |
| 4 tháng 2 năm 2022  | Middlesbrough | H     | 1–1 {{H.ph}} (7–8 p) | Sancho 25'   | 71,871      |

## Cúp Liên Đoàn Anh
Là một trong 7 đội tham dự các giải đấu của UEFA mùa giải 2021–22, đội bóng được đặc cách miễn thi đấu 2 vòng đầu và bắt đầu từ vòng thứ 3. Lễ bốc thăm diễn ra vào ngày 25 tháng 8 và Quỷ đỏ sẽ gặp West Ham United trên sân nhà Old Trafford; trận đấu sẽ được diễn ra vào ngày 22 tháng 9.
Manuel Lanzini ghi bàn thắng duy nhất của trận đấu ở phút thứ chín, giúp West Ham giành chiến thắng tại Old Trafford.
| Ngày                | Đối đầu         | H / A | Kết quả F–A | Ghi bàn | Khán giả |
| ------------------- | --------------- | ----- | ----------- | ------- | -------- |
| 22 tháng 9 năm 2021 | West Ham United | H     | 0-1         |         | 72,468   |

## UEFA Champions League

### Vòng bảng

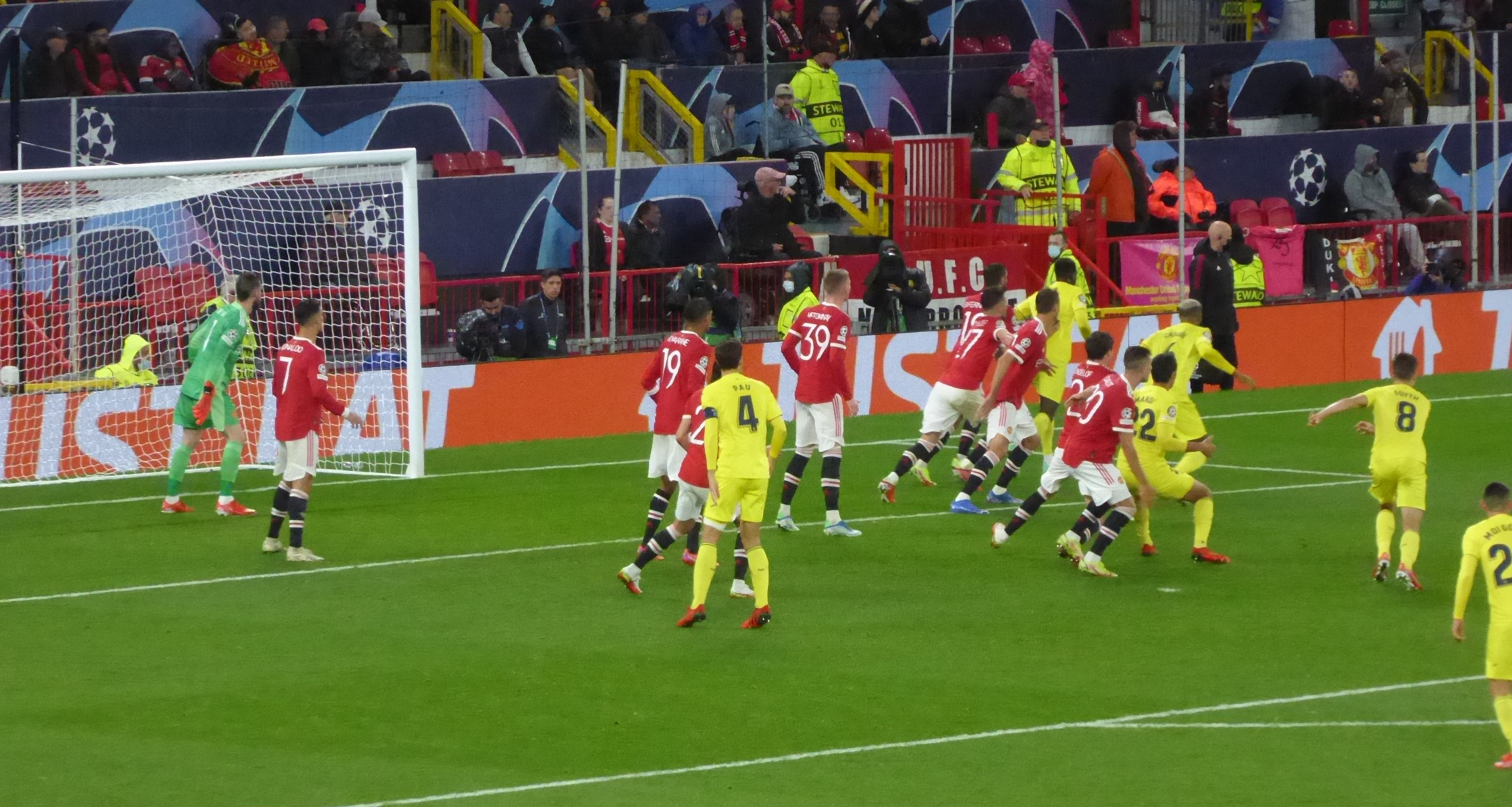
Trận gặp Villarreal vào tháng 9 năm 2021

Sau khi kết thúc ở vị trí thứ hai tại Giải bóng đá Ngoại hạng Anh 2020–21, Manchester United đã vượt qua vòng bảng UEFA Champions League 2021–22. Lễ bốc thăm vòng bảng diễn ra vào ngày 26 tháng 8 năm 2021. Quỷ đỏ phải gặp nhà vô địch Thuỵ Sĩ BSC Young Boys, Atalanta từ Ý và Villarreal từ Tây Ban Nha.
| Ngày                 | Đối đầu        | H / A | Kết quả F–A | Ghi bàn                                | Khán giả | Vi trí |
| -------------------- | -------------- | ----- | ----------- | -------------------------------------- | -------- | ------ |
| 14 tháng 9 năm 2021  | BSC Young Boys | A     | 1-2         | Cristiano Ronaldo 13'                  | 31,120   | 4      |
| 29 tháng 9 năm 2021  | Villarreal     | H     | 2-1         | Alex Telles 60', Ronaldo 90+5'         | 73130    | 2      |
| 20 tháng 10 năm 2021 | Atalanta       | H     | 3-2         | Rashford 53', Maguire 75', Ronaldo 81' | 72,279   | 1      |
| 2 tháng 11 năm 2021  | Atalanta       | A     | 2-2         | Ronaldo (2) 45+1', 90+1'               | 14,443   | 1      |
| 23 tháng 11 năm 2021 | Villarreal     | A     | 2-0         | Ronaldo 78', Sancho 90'                | 20,875   | 1      |
| 8 tháng 12 năm 2021  | BSC Young Boys | H     | 1-1         | Greenwood 9'                           | 73,156   | 1      |

| VT | Đội               | ST | T | H | B | BT | BB | HS | Đ  | Giành quyền tham dự      |
| -- | ----------------- | -- | - | - | - | -- | -- | -- | -- | ------------------------ |
| 1  | Manchester United | 6  | 3 | 2 | 1 | 11 | 8  | +3 | 11 | Đi tiếp vào vòng 16 đội  |
| 2  | Villarreal        | 6  | 3 | 1 | 2 | 12 | 9  | +3 | 10 | Đi tiếp vào vòng 16 đội  |
| 3  | Atalanta          | 6  | 1 | 3 | 2 | 12 | 13 | −1 | 6  | Chuyển qua Europa League |
| 4  | Young Boys        | 6  | 1 | 2 | 3 | 7  | 12 | −5 | 5  |                          |

### Vòng đấu loại trực tiếp
Lễ bốc thăm chia cặp vòng 16 được tổ chức vào ngày 13 tháng 12 năm 2021 tại trụ sở UEFA ở Nyon, Thuỵ Sĩ. United phải gặp Atlético Madrid ở vòng 1/16.
| Ngày                | Vòng đấu            | Đối đầu         | H / A | Kết quả F–A | Ghi bàn    | Khán giả |
| ------------------- | ------------------- | --------------- | ----- | ----------- | ---------- | -------- |
| 23 tháng 2 năm 2022 | Vòng 16 đội Lượt đi | Atlético Madrid | A     | 1–1         | Elanga 80' | 63,273   |
| 15 tháng 3 năm 2022 | Vòng 16 đội Lượt về | Atlético Madrid | H     | 0–1         |            | 73,008   |

## Thống kê đội hình
Tính đến 22 tháng 5 năm 2022
| Số áo | Vị trí | Cầu thủ            | Ngoại hạng Anh | Ngoại hạng Anh | Cúp FA | Cúp FA | Cúp EFL | Cúp EFL | Cúp châu Âu | Cúp châu Âu | Tổng cộng | Tổng cộng | Thẻ phạt | Thẻ phạt |
| Số áo | Vị trí | Cầu thủ            | Trận           | Bàn            | Trận   | Trận   | Trận    | Trận    | Trận        | Trận        | Trận      | Trận      |          |          |
| ----- | ------ | ------------------ | -------------- | -------------- | ------ | ------ | ------- | ------- | ----------- | ----------- | --------- | --------- | -------- | -------- |
| 1     | GK     | David de Gea       | 38             | 0              | 1      | 0      | 0       | 0       | 7           | 0           | 46        | 0         | 0        | 0        |
| 2     | DF     | Victor Lindelöf    | 26(2)          | 0              | 1      | 0      | 1       | 0       | 5           | 0           | 33(2)     | 0         | 5        | 0        |
| 3     | DF     | Eric Bailly        | 3(1)           | 0              | 0      | 0      | 1       | 0       | 2           | 0           | 6(1)      | 0         | 1        | 0        |
| 4     | DF     | Phil Jones         | 2(2)           | 0              | 0(1)   | 0      | 0       | 0       | 0           | 0           | 2(3)      | 0         | 0        | 0        |
| 5     | DF     | Harry Maguire (c)  | 28(2)          | 1              | 1      | 0      | 0       | 0       | 6           | 1           | 35(2)     | 2         | 9        | 1        |
| 6     | MF     | Paul Pogba         | 16(4)          | 1              | 1      | 0      | 0       | 0       | 4(2)        | 0           | 21(6)     | 1         | 8        | 1        |
| 7     | FW     | Cristiano Ronaldo  | 27(3)          | 18             | 1      | 0      | 0       | 0       | 7           | 6           | 35(3)     | 24        | 9        | 0        |
| 8     | MF     | Juan Mata          | 2(5)           | 0              | 0(1)   | 0      | 1       | 0       | 1(2)        | 0           | 4(8)      | 0         | 0        | 0        |
| 9     | FW     | Anthony Martial    | 2(6)           | 1              | 0      | 0      | 1       | 0       | 1(1)        | 0           | 4(7)      | 1         | 0        | 0        |
| 10    | FW     | Marcus Rashford    | 13(12)         | 4              | 2      | 0      | 0       | 0       | 3(2)        | 1           | 18(14)    | 5         | 3        | 0        |
| 11    | FW     | Mason Greenwood    | 16(2)          | 5              | 1      | 0      | 0(1)    | 0       | 3(1)        | 1           | 20(4)     | 6         | 2        | 0        |
| 13    | GK     | Lee Grant          | 0              | 0              | 0      | 0      | 0       | 0       | 0           | 0           | 0         | 0         | 0        | 0        |
| 14    | MF     | Jesse Lingard      | 2(14)          | 2              | 0(1)   | 0      | 1       | 0       | 1(3)        | 0           | 4(18)     | 2         | 1        | 0        |
| 15    | MF     | Andreas Pereira    | 0              | 0              | 0      | 0      | 0       | 0       | 0           | 0           | 0         | 0         | 0        | 0        |
| 16    | FW     | Amad Diallo        | 0              | 0              | 0      | 0      | 0       | 0       | 1           | 0           | 1         | 0         | 0        | 0        |
| 17    | MF     | Fred               | 24(4)          | 4              | 1(1)   | 0      | 0       | 0       | 5(1)        | 0           | 30(6)     | 4         | 8        | 0        |
| 18    | MF     | Bruno Fernandes    | 35(1)          | 10             | 2      | 0      | 0(1)    | 0       | 6(1)        | 0           | 43(3)     | 10        | 10       | 0        |
| 19    | DF     | Raphaël Varane     | 20(2)          | 1              | 2      | 0      | 0       | 0       | 4(1)        | 0           | 26(3)     | 1         | 1        | 0        |
| 20    | DF     | Diogo Dalot        | 19(5)          | 0              | 2      | 0      | 1       | 0       | 2(1)        | 0           | 24(6)     | 0         | 6        | 0        |
| 21    | MF     | Daniel James       | 2              | 0              | 0      | 0      | 0       | 0       | 0           | 0           | 2         | 0         | 0        | 0        |
| 21    | FW     | Edinson Cavani     | 7(8)           | 2              | 1      | 0      | 0       | 0       | 0(4)        | 0           | 8(12)     | 2         | 1        | 0        |
| 22    | GK     | Tom Heaton         | 0              | 0              | 0      | 0      | 0       | 0       | 0(1)        | 0           | 0(1)      | 0         | 0        | 0        |
| 23    | DF     | Luke Shaw          | 19(1)          | 0              | 2      | 0      | 0       | 0       | 5           | 0           | 26(1)     | 0         | 11       | 0        |
| 25    | FW     | Jadon Sancho       | 20(9)          | 3              | 1      | 1      | 1       | 0       | 5(2)        | 1           | 27(11)    | 5         | 0        | 0        |
| 26    | GK     | Dean Henderson     | 0              | 0              | 1      | 0      | 1       | 0       | 1           | 0           | 3         | 0         | 0        | 0        |
| 27    | DF     | Alex Telles        | 18(3)          | 0              | 0      | 0      | 1       | 0       | 3(1)        | 1           | 22(4)     | 1         | 2        | 0        |
| 29    | DF     | Aaron Wan-Bissaka  | 20             | 0              | 0      | 0      | 0       | 0       | 5(1)        | 0           | 25(1)     | 0         | 2        | 1        |
| 31    | MF     | Nemanja Matić      | 16(7)          | 0              | 0      | 0      | 1       | 0       | 1(7)        | 0           | 18(14)    | 0         | 5        | 0        |
| 33    | DF     | Brandon Williams   | 0              | 0              | 0      | 0      | 0       | 0       | 0           | 0           | 0         | 0         | 0        | 0        |
| 34    | MF     | Donny van de Beek  | 0(8)           | 1              | 0(1)   | 0      | 1       | 0       | 3(1)        | 0           | 4(10)     | 1         | 1        | 0        |
| 36    | FW     | Anthony Elanga     | 14(7)          | 2              | 0(2)   | 0      | 0(1)    | 0       | 2(1)        | 1           | 16(11)    | 3         | 0        | 0        |
| 37    | MF     | James Garner       | 0              | 0              | 0      | 0      | 0       | 0       | 0           | 0           | 0         | 0         | 0        | 0        |
| 39    | MF     | Scott McTominay    | 28(2)          | 1              | 2      | 1      | 0       | 0       | 5           | 0           | 35(2)     | 2         | 10       | 0        |
| 43    | DF     | Teden Mengi        | 0              | 0              | 0      | 0      | 0       | 0       | 0(1)        | 0           | 0(1)      | 0         | 0        | 0        |
| 46    | MF     | Hannibal Mejbri    | 1(1)           | 0              | 0      | 0      | 0       | 0       | 0           | 0           | 1(1)      | 0         | 2        | 0        |
| 47    | FW     | Shola Shoretire    | 0(1)           | 0              | 0      | 0      | 0       | 0       | 0(1)        | 0           | 0(2)      | 0         | 1        | 0        |
| 51    | GK     | Matěj Kovář        | 0              | 0              | 0      | 0      | 0       | 0       | 0           | 0           | 0         | 0         | 0        | 0        |
| 72    | MF     | Charlie Savage     | 0              | 0              | 0      | 0      | 0       | 0       | 0(1)        | 0           | 0(1)      | 0         | 0        | 0        |
| 73    | MF     | Zidane Iqbal       | 0              | 0              | 0      | 0      | 0       | 0       | 0(1)        | 0           | 0(1)      | 0         | 0        | 0        |
| 75    | FW     | Alejandro Garnacho | 0(2)           | 0              | 0      | 0      | 0       | 0       | 0           | 0           | 0(2)      | 0         | 0        | 0        |
| O.g   | O.g    | O.g                | –              | 1              | –      | 0      | –       | 0       | –           | 0           | –         | 1         | N/A      | N/A      |

1. 1 2 3  Edinson Cavani mặc áo số 7 cho đến ngày 2 tháng 9 năm 2021, anh thay đổi số áo 21 của Daniel James, người mà sẽ chuyển đến Leeds United; Cristiano Ronaldo trở lại với số áo 7.[25]

## Chuyển nhượng

### Đến
| Ngày                | Vị trí | Cầu thủ           | Từ                | Phí chuyển nhương | Ref.   |
| ------------------- | ------ | ----------------- | ----------------- | ----------------- | ------ |
| 2 tháng 7 năm 2021  | GK     | Tom Heaton        | Tự do đàm phán    | Miễn phí          | [ 26 ] |
| 23 tháng 7 năm 2021 | FW     | Jadon Sancho      | Borussia Dortmund | 85 triệu Euro     | [ 28 ] |
| 23 tháng 7 năm 2021 | DF     | Paul McShane      | Rochdale          | Không tiết lộ     | [ 29 ] |
| 14 tháng 8 năm 2021 | DF     | Raphaël Varane    | Real Madrid       | Không tiết lộ     | [ 31 ] |
| 31 tháng 8 năm 2021 | FW     | Cristiano Ronaldo | Juventus          | 15 triệu Euro     | [ 32 ] |

### Đi
| Ngày                | Vị trí | Cầu thủ             | Tới                      | Phí                 | Ref.   |
| ------------------- | ------ | ------------------- | ------------------------ | ------------------- | ------ |
| 7 tháng 6 năm 2021  | DF     | Oliver Kilner       | Oldham Athletic          | Không tiết lộ       | [ 33 ] |
| 29 tháng 6 năm 2021 | GK     | Johan Guadagno      | Copenhagen               | Không tiết lộ       | [ 34 ] |
| 30 tháng 6 năm 2021 | GK     | Jacob Carney        | Giải phóng hợp đồng      | Giải phóng hợp đồng | [ 36 ] |
| 30 tháng 6 năm 2021 | MF     | Mark Helm           | Giải phóng hợp đồng      | Giải phóng hợp đồng | [ 36 ] |
| 30 tháng 6 năm 2021 | DF     | Iestyn Hughes       | Giải phóng hợp đồng      | Giải phóng hợp đồng | [ 36 ] |
| 30 tháng 6 năm 2021 | GK     | Joel Castro Pereira | Giải phóng hợp đồng      | Giải phóng hợp đồng | [ 36 ] |
| 30 tháng 6 năm 2021 | MF     | Arnau Puigmal       | Giải phóng hợp đồng      | Giải phóng hợp đồng | [ 36 ] |
| 30 tháng 6 năm 2021 | GK     | Sergio Romero       | Giải phóng hợp đồng      | Giải phóng hợp đồng | [ 36 ] |
| 30 tháng 6 năm 2021 | DF     | Max Taylor          | Giải phóng hợp đồng      | Giải phóng hợp đồng | [ 36 ] |
| 30 tháng 6 năm 2021 | MF     | Aliou Traoré        | Giải phóng hợp đồng      | Giải phóng hợp đồng | [ 36 ] |
| 30 tháng 6 năm 2021 | MF     | Charlie McCann      | Rangers                  | Không tiết lộ       | [ 40 ] |
| 31 tháng 8 năm 2021 | MF     | Daniel James        | Leeds United             | Không tiết lộ       | [ 42 ] |
| 31 tháng 1 năm 2022 | FW     | Dillon Hoogewerf    | Borussia Mönchengladbach | Không tiết lộ       | [ 43 ] |
| 23 tháng 3 năm 2022 | GK     | Paul Woolston       | Giải nghệ                | Giải nghệ           | [ 44 ] |

### Cho mượn
| Ngày đi             | Ngày về           | VT. | Cầu thủ           | Tới               | Ref.          |
| ------------------- | ----------------- | --- | ----------------- | ----------------- | ------------- |
| 1 tháng 7 năm 2021  | Kết thúc mùa giải | GK  | Nathan Bishop     | Mansfield Town    | [ 45 ]        |
| 2 tháng 7 năm 2021  | Kết thúc mùa giải | DF  | Reece Devine      | St Johnstone      | [ 46 ]        |
| 9 tháng 7 năm 2021  | Kết thúc mùa giải | FW  | Tahith Chong      | Birmingham City   | [ 47 ]        |
| 23 tháng 7 năm 2021 | Kết thúc mùa giải | DF  | Will Fish         | Stockport County  | [ 48 ]        |
| 30 tháng 7 năm 2021 | Kết thúc mùa giải | DF  | Di'Shon Bernard   | Hull City         | [ 49 ]        |
| 5 tháng 8 năm 2021  | Kết thúc mùa giải | MF  | Facundo Pellistri | Alavés            | [ 50 ]        |
| 8 tháng 8 năm 2021  | Kết thúc mùa giải | DF  | Axel Tuanzebe     | Aston Villa       | [ 51 ]        |
| 13 tháng 8 năm 2021 | Kết thúc mùa giải | MF  | Ethan Galbraith   | Doncaster Rovers  | [ 52 ]        |
| 16 tháng 8 năm 2021 | Kết thúc mùa giải | DF  | Ethan Laird       | Swansea City      | [ 53 ]        |
| 20 tháng 8 năm 2021 | Kết thúc mùa giải | MF  | Dylan Levitt      | Dundee United     | [ 54 ]        |
| 21 tháng 8 năm 2021 | Kết thúc mùa giải | MF  | Andreas Pereira   | Flamengo          | [ 55 ]        |
| 22 tháng 8 năm 2021 | Kết thúc mùa giải | MF  | James Garner      | Nottingham Forest | [ 56 ]        |
| 23 tháng 8 năm 2021 | Kết thúc mùa giải | DF  | Brandon Williams  | Norwich City      | [ 57 ]        |
| 28 tháng 8 năm 2021 | Kết thúc mùa giải | FW  | D'Mani Mellor     | Salford City      | [ 58 ]        |
| 4 tháng 1 năm 2022  | Kết thúc mùa giải | DF  | Teden Mengi       | Birmingham City   | [ 59 ]        |
| 6 tháng 1 năm 2022  | Kết thúc mùa giải | DF  | Ethan Laird       | Bournemouth       | [ 60 ]        |
| 8 tháng 1 năm 2022  | Kết thúc mùa giải | DF  | Axel Tuanzebe     | Napoli            | [ 61 ]        |
| 25 tháng 1 năm 2022 | Kết thúc mùa giải | FW  | Anthony Martial   | Sevilla           | [ 62 ]        |
| 27 tháng 1 năm 2022 | Kết thúc mùa giải | FW  | Amad Diallo       | Rangers           | [ 63 ]        |
| 28 tháng 1 năm 2022 | Kết thúc mùa giải | DF  | Reece Devine      | Walsall           | [ 64 ]        |
| 31 tháng 1 năm 2022 | Kết thúc mùa giải | MF  | Donny van de Beek | Everton           | [ 65 ] [ 66 ] |
| 31 tháng 1 năm 2022 | Kết thúc mùa giải | GK  | Matěj Kovář       | Burton Albion     | [ 67 ] [ 68 ] |